# Hans Hilfiker
Hans Hilfiker, född 15 september 1901 i Zürich, död 2 mars 1993 i Gordevio, var en schweizisk ingenjör och formgivare. Han har blivit känd för stationsuret, kallat Schweizer Bahnhofsuhr, som han 1944 framtog på uppdrag av Schweizerische Bundesbahnen och som blev förebild för liknande klockor på järnvägsstationer världen över.

## Biografi

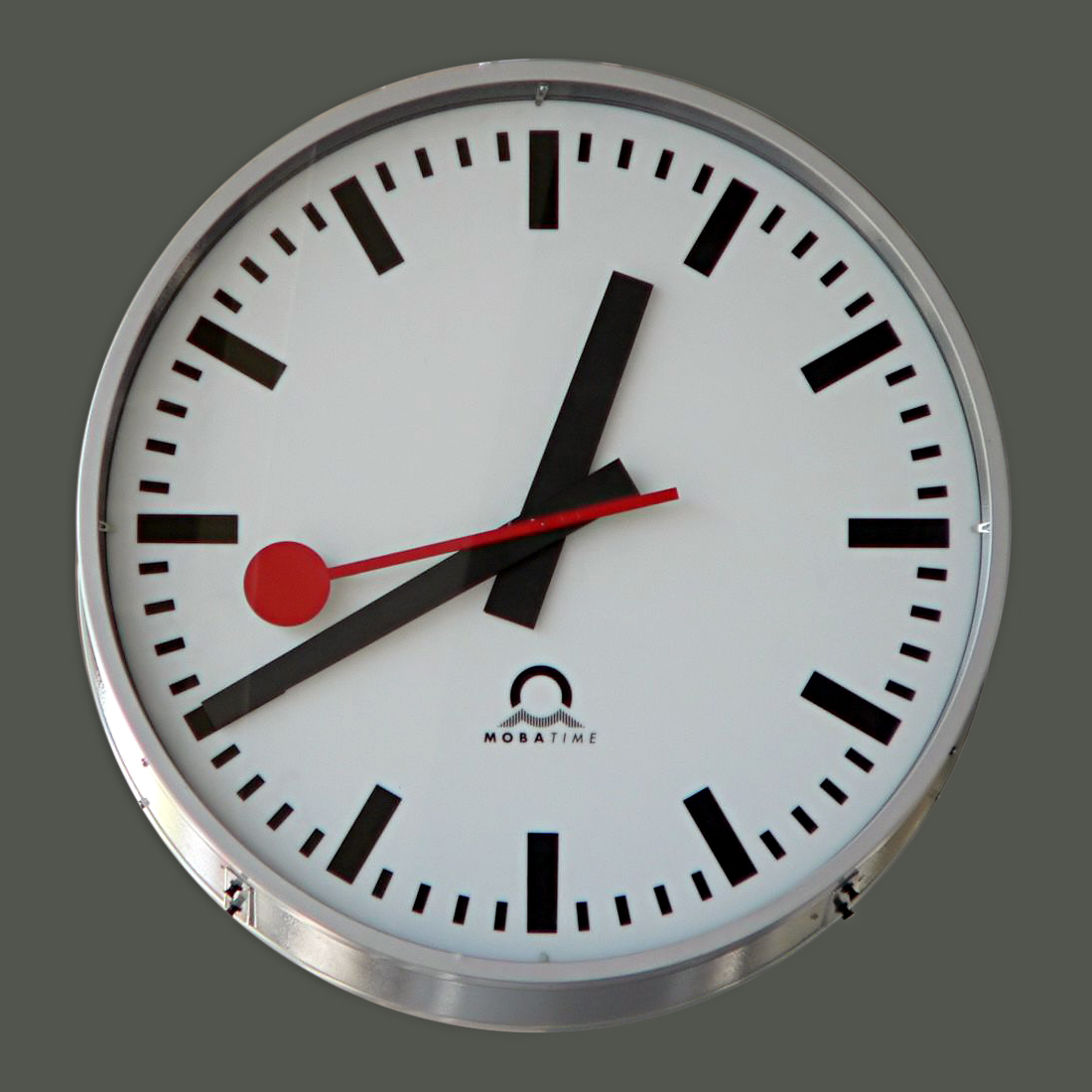
Schweizer Bahnhofsuhr på Centralstationen i Zürich.

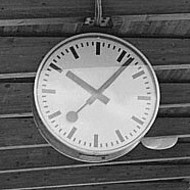
Stationsur från 1950-talet på Råcksta tunnelbanestation i design av Hans Hilfiker.

Hilfiker utbildade sig till ingenjör i elektroteknik och telefoni vid Eidgenössische Technische Hochschule Zürich. Därefter fick han anställning vid Siemens filial Albiswerke i Zürich och fungerade mellan 1927 och 1928 som teknisk rådgivare för argentinska arméns signaltrupper. 
År 1932 fick han anställning hos Schweizerische Bundesbahnen, där han stannade fram till 1958. Det var här som han 1944 utvecklade och formgav den kända stationsklockan som skulle bli en schweizisk designikon och symbol för schweizisk punktlighet. Designen, som blev förebild för många andra stationsur världen över, var framtagen för att den resande lätt skulle kunna avläsa klockan från långt håll. Urtavlans utseende formgavs funktionalistiskt med enbart streck och utan siffror och en röd sekundvisare med rund skiva längst ut som skulle påminna om stinsens röda spade när han höjer den för att visa “stopp“ för tåget. 
Sekundvisaren hade jämn gång men stannade upp 1,5 sekunder innan minutvisaren hoppade till nästa streck. Stationsur av denna typ fanns även längs Stockholms tunnelbanans linjer. 2004 uppmärksammades Hilfikers “Schweizer Bahnhofsuhr“ på ett 85 rappen-frimärke.
Efter sin tid hos Schweizerische Bundesbahnen blev Hilfiker direktör för vitvaru- och inredningsföretaget Therma AG (sedan 1978 tillhörande Electrolux) i Schwanden. Här utvecklade han ett komplett köksinredningsprogram som byggde på moduler och liknade Svensk köksstandard. 